# Спрага! (Приплив завершився)
Спрага! (англ. Thirst!) — науково-фантастичний роман-постапокаліпсис британського письменника Чарльза Еріка Мейна. Перше видання роману вийшло 1958 року під назвою «Приплив завершився» (англ. The Tide Went Out) в видавництві Hodder & Stoughton. Вже оновлене видання 1977 року називалося «Спрага!».

## Зміст
Філіпп Вейд, журналіст і редактор новин газети «Outlook», приходить до свого офісу, де дізнається, що його остання стаття про випробування ядерної зброї (Операція «Лускунчик» США і Великої Британії) була вилучена британським урядом й замінена на інший текст. Вейд вирішує розслідувати, чому це було зроблено. Невдовзі власник газети Волтер Стеннінгер продає її та переїздить до Канади. Пошуки правди приводять Вейда до офіцера розвідки сера Губерта Пірсі, а потім новоствореного ООН Міжнародного бюро інформації, де йому пропонують роботу. Тут вимушений писати статті, які малюють уряд у більш позитивному світлі незалежно від того, що насправді відбувається у світі.
Згодом виявляється, що ядерні випробування на півдні Тихого океану пошкодили земну кору, через отвір в якій виходить вода. Зрештою рівень води по всій планеті починає знижуватися. Втім ООН дезінформує населення, стверджуючи, що це не від випробувань, а дія тектонічних зсувів. Втім Вейд виявляє, що ядерні вибухи відкрили тріщину на дні океану, через яке море охолоджуючи магму, та в свою чергу перетворюється на пару і викликає підвищення тиску, що розширює тріщину ще більше, й вода починає витікати з пришвидшеними темпами. По всі планеті відбуваються потужні землетруси.
Уряди усіх країн застосовують надзвичайні заходи для припинення паніки: з одного боку посилюється пропаганда і цензура в засобах масової інформації, з іншого — впроваджується нормування води. також уряд знімає заборону на порнографію, сподіваючись цим відволікти населення. Втім серед населення посилюються заворушення, виникають численні релігійні рухи. Невдовзі утворюється «чорний ринок», де торгують спочатку алкоголем, а потім водою. Тим часом морські комунікації перериваються, руйнується промисловість й вся економіка, зростає безробіття, кількість збіднілого населення.
Зрештою скрізь впроваджується воєнний стан. Залишається лише Міжнародне бюро інформації, де працює головний герой. Завдання цього органу — відволікання населення, розвага народних мас, утримання їх від безладу якомога довше. В цей час відбувається евакуація «правильних людей» в на полюси. Родину Вейда було евакуйовано до Арктики. Вейд розуміє, що метою уряду є не захистити населення від паніки чи отримання часу для знайдення рішення від посухи. При цьому він вважає, що продовжувати цензуру та дезінформацію необхідно для власного спасіння (тоді він отримує місце в Арктиці).
Невдовзі Лондон та інші місце заповнюють банди, людство стрімко деградує. Сам Вейд зазнає поранення від бандитів. Тоді він вирішує евакуюватися до Арктики. Але гелікоптер, де перебував Філіпп Вейд разом з коханкою Сьюзен Венс зазнає аварії. Усі гинуть, окрім Вейда. Він потрапляє до аеропорту, звідки керує літаку, що спрямовує до Арктики. Втім на підльоті до неї літак з Вейдом знищує протиповітряна оборона Арктики.